# Casirate d'Adda
Casirate d'Adda är en ort och kommun i provinsen Bergamo i regionen Lombardiet i Italien. Kommunen hade 4 117 invånare (2018).